# Picrorhiza kurrooa
Picrorhiza kurrooa es una especie fanerógama de la familia Plantaginaceae. Es endémica de Bután, India y Nepal.

## Uso en medicina popular
Se ha utilizado para la protección y limpieza hepática, evitando la acumulación de toxinas. Sus propiedades son antioxidantes.
Contiene el principio activo Cucurbitacina B.

## Taxonomía
Picrorhiza kurrooa fue descrita por Royle ex Benth. y publicado en Scrophularineae Indicae 47. 1835.